# Квазимногочлен
Квазимногочле́н — функция, представимая в виде суммы конечного числа квазиодночленов вида {\displaystyle At^{k}e^{\alpha t}\cos \beta t} или {\displaystyle At^{k}e^{\alpha t}\sin \beta t,} где {\displaystyle A,\alpha ,\beta ,t\in \mathbb {R} ,k\in \mathbb {Z} _{+}.} Формулы с квазиодночленами приобретают более компактный и симметричный вид, если использовать комплекснозначные квазиодночлены {\displaystyle (A+iB)t^{k}e^{(\alpha +i\beta )t},} где на основании формулы Эйлера {\displaystyle e^{(\alpha +i\beta )t}=e^{\alpha t}(\cos \beta t+i\sin \beta t).}

## Свойства
- Линейная комбинация с постоянными коэффициентами — снова квазимногочлен;
- произведение квазимногочленов — снова квазимногочлен;
- первообразная и производная от квазимногочлена — снова квазимногочлен.

## Приложения
Квазимногочлены широко применяются в теории линейных дифференциальных уравнений с постоянными коэффициентами, что соответствует возможности с их помощью моделировать различные колебательные процессы, в том числе периодические, затухающие и резонансные.